# Premi Gran Angular
El premi Gran Angular és un guardó de literatura juvenil convocat anualment per l'editorial Cruïlla des del 1990. El 2021 la dotació era d'11.000 euros

## Guardonats
- 1990 - L'Estret del Temps, Pere Pons i Clar
- 1991 - Què farem, què direm?, Pep Coll
- 1992 - El pes de la càrrega, Francesc Sales i Coderch
- 1993 - Doble joc, Antoni Dalmases i Pardo
- 1994 - Els arbres passaven ran de finestra, Enric Larreula i Vidal
- 1995 - Les joies de la princesa berber, Montserrat Beltran i Roca
- 1996 - El temps feliç, Daniel Palomeras i Casadejús
- 1997 - Jordi d'Urtx, Octavi Egea i Climent
- 1998 - Els gegants adormits, Jaume Cela i Jordi Magallón i Javierre
- 1999 - Els silencis de Derrís, Bartomeu Cruells Fruitós
- 2000 - Hot Dogs, Care Santos Torres
- 2001 - Un haiku per a l'Alícia, Francesc Miralles i Contijoch
- 2002/03 - Desert
- 2004 - Els colors de la memòria, Bernat i Daniel Romaní Cornet
- 2005 - Jo, el desconegut, Antoni Dalmases i Pardo
- 2006 - Quan tot comença, Pere Pons
- 2007 - El secret del bandoler, Llorenç Capdevila
- 2008 - Canelons freds, Anna Manso
- 2009/10 - Desert
- 2011 - La Gran O, Santi Baró[3]
- 2012 - El racó de Penèlope, Pasqual Alapont Ramon[4]
- 2013 - La balada del funicular miner, Pau Joan Hernàndez
- 2014 - Fario, Santi Baró[5]
- 2015 - L'herància del vell pirata, Llorenç Capdevila
- 2016 - Allò de l'avi, Anna Manso
- 2017 - La ciutat secreta del Toubkal, Francesc Puigpelat[6]
- 2018 - La segona vida del Marc, David Nel·lo[7]
- 2019 - Prop de les bombes, Emili Bayo[8]
- 2020 - La música del diable, Silvestre Vilaplana[9]
- 2021 -  Els últims dies del Falcó, Gabriel Barlada[1]
- 2022 - Desert
- 2023 - Predestinats, Jesús Castillón Motta
- 2024 - Propietat Imperial, Jordi Ortiz